# Aletta Jacobslaan
De Aletta Jacobslaan is een belangrijke doorgaande straat in Slotervaart in Amsterdam Nieuw-West.
De straat ligt in het verlengde van de Vlaardingenlaan en werd voor het verkeer opengesteld rond 1966. Hiervoor was een doorgraving van de Ringspoorbaan noodzakelijk. De straat loopt door tot het punt waar de Johan Huizingalaan wordt gekruist. In het verlengde van de straat ligt de Louwesweg. De straat wordt door maar één straat gekruist, de Ottho Heldringstraat.
Op 1 juni 1986 werd het viaduct van de Spoorlijn Amsterdam Centraal - Schiphol over de Vlaardingenlaan/Aletta Jacobslaan ingebruik genomen en op 28 mei 1997 volgde aan de oostzijde hiervan de metrobaan met het viaduct van metrostation Henk Sneevlietweg.
Aan de noordzijde bevindt zich een naamloos water en aan de overzijde loopt het Annette Versluijspad waaraan de bebouwing bestaat uit portiekflats en laagbouw. Aan de zuidzijde bevinden zich alleen bedrijfspanden en kantoren waaronder dat van de NH mediagroep (AT5 en TV-N-H) en dat van de Vreemdelingenpolitie. In een voormalig kantoorpand bevindt zich een groot hotel van Corendon.
Buslijn 62 rijdt door de straat en vanaf 15 oktober 1966 tot 6 oktober 1975 had buslijn 18 zijn standplaats in de straat vlak voor de Johan Huizingalaan. Sinds 28 mei 1997 rijdt metrolijn 50 over de straat en heeft er een station evenals metrolijn 51 sinds 3 maart 2019.
De straat werd bij een raadsbesluit van 17 april 1957 vernoemd naar Aletta Jacobs, de eerste Nederlandse vrouwelijke arts die zich in 1879 in Nederland vestigde en strijdster voor de emancipatie van de vrouw